# Jugoslawischer Eishockeypokal
Der Jugoslawische Pokalwettbewerb wurde von 1965 bis 1977 sowie von 1985 bis 1991 jährlich in der SFR Jugoslawien ausgetragen. Rekordsieger ist der HK Jesenice mit acht Pokalsiegen.
| - 1990/91 KHL Medveščak Zagreb - 1989/90 Medveščak Gortan Zagreb - 1988/89 Medveščak Gortan Zagreb - 1987/88 Medveščak Gortan Zagreb - 1986/87 HK Olimpija Ljubljana - 1985/86 HK Partizan Belgrad | - 1976/77 HK Jesenice - 1975/76 HK Jesenice - 1974/75 HK Olimpija Ljubljana - 1973/74 HK Jesenice - 1972/73 HK Jesenice - 1971/72 HK Olimpija Ljubljana | - 1970/71 HK Jesenice - 1969/70 HK Jesenice - 1968/69 HK Olimpija Ljubljana - 1967/68 HK Jesenice - 1966/67 HK Jesenice - 1965/66 HK Partizan Belgrad |